# Nunkun
Nunkun är två bergstoppar i Indien, Nun och Kun. De ligger i unionsterritoriet Jammu och Kashmir, i den norra delen av landet. Toppen på Nunkun är 7 135 meter över havet.
Nunkun är den högsta punkten i trakten. Trakten runt Nunkun är permanent täckt av is och snö.